# Image (早見優のアルバム)
『Image』（イマージュ）は、1982年11月21日に発売された早見優の2枚目のオリジナル・アルバム。発売元はトーラスレコード。規格品番は、LP：28TR-2013、CT：28TT-1014、CD：TACX-2458。

## 概要
3枚目のシングル「アンサーソングは哀愁」(シングルとは若干バージョンが異なる。)を含む全10曲を収録。オフコースの松尾一彦や新田一郎らが曲を提供している。
早見のアンニュイな表情が印象的なジャケット写真は、横浜市にある美術館で撮影されたもの。
CDは1985年3月に初めて発売された後、1995年6月にQ盤として再発売されている。また、2012年4月に本作を含むオリジナル・アルバムを全て収めたCD-BOX『Thank YU〜30th Anniversary Special Box〜』が発売された際には、アルバム未収録のシングル曲などのボーナス・トラックが5曲追加され『Image+5』としてDisc-2に収録された。
2013年11月には、本作と3枚目のアルバム『LANAI』を二枚一組にし、最新リマスターが施された特別版『Image + LANAI』がリリースされている。

## 収録曲

### LP／CT

#### Side A
1. アンサーソングは哀愁（4:14）
作詞：阿久悠 / 作曲：馬飼野康二 / 編曲：萩田光雄
  - 3枚目のシングルA面曲のアルバムヴァージョン[注 1]。
2. 今夜から Secret Girl（3:32）
作詞：微美杏里 / 作曲：松尾一彦 / 編曲：萩田光雄
3. KISS ME PLEASE（3:49）
作詞：岡田冨美子 / 作曲：新田一郎 / 編曲：鷺巣詩郎
4. 彼って スリル（3:42）
作詞：岡田冨美子 / 作曲：新田一郎 / 編曲：鷺巣詩郎
5. 週末はあなたと（3:04）
作詞：鈴木隆子 / 作曲：森田公一 / 編曲：鷺巣詩郎

#### Side B
1. 彩りのメッセージ（3:35）
作詞：松本一起 / 作曲：馬飼野康二 / 編曲：萩田光雄
2. 7通のラブレター（4:07）
作詞：微美杏里 / 作曲：松尾一彦 / 編曲：萩田光雄
3. 恋におちないで DON'T FALL IN LOVE（3:44）
作詞：阿久悠 / 作曲：馬飼野康二 / 編曲：萩田光雄
  - 「アンサーソングは哀愁」のB面曲。
4. シクラメンが咲く頃（3:40）
作詞：鈴木隆子 / 作曲：森田公一 / 編曲：鷺巣詩郎
5. 少しだけ オ・ト・ナ（3:50）
作詞：三浦徳子 / 作曲・編曲：和泉常寛

### CD
1. アンサーソングは哀愁
2. 今夜から Secret Girl
3. KISS ME PLEASE
4. 彼って スリル
5. 週末はあなたと
6. 彩りのメッセージ
7. 7通のラブレター
8. 恋におちないで DON'T FALL IN LOVE
9. シクラメンが咲く頃
10. 少しだけ オ・ト・ナ

### Image+5
1. アンサーソングは哀愁
2. 今夜から Secret Girl
3. KISS ME PLEASE
4. 彼って スリル
5. 週末はあなたと
6. 彩りのメッセージ
7. 7通のラブレター
8. 恋におちないで DON'T FALL IN LOVE
9. シクラメンが咲く頃
10. 少しだけ オ・ト・ナ

#### ボーナス・トラック
1. アンサーソングは哀愁
  - 3枚目のシングルA面曲のシングルヴァージョン。
2. 恋におちないで DON'T FALL IN LOVE
  - 「アンサーソングは哀愁」のB面曲。
3. あの頃にもう一度
作詞・作曲：松宮恭子 / 編曲：鷺巣詩郎
  - 4枚目のシングルA面曲。
4. 愛のブレスレット
作詞：三浦徳子 / 作曲：松尾一彦 / 編曲：鷺巣詩郎
  - 「あの頃にもう一度」のB面曲。
5. YES, YOU WIN
作詞：三浦徳子 / 作曲：小林亜星 / 編曲：若草恵
  - 非売品（阪神ブレーブス・イメージソング ）